# Snowboard a 2017. évi téli európai ifjúsági olimpiai fesztiválon
A 2017. évi téli európai ifjúsági olimpiai fesztivál snowboard versenyszámait Törökországban, Erzurumban, a Palandoken Síközpontban rendezték február 13. és 17-e között.

## Összesített éremtáblázat
| A 2017. évi téli európai ifjúsági olimpiai fesztivál összesített éremtáblázata snowboardban | A 2017. évi téli európai ifjúsági olimpiai fesztivál összesített éremtáblázata snowboardban | A 2017. évi téli európai ifjúsági olimpiai fesztivál összesített éremtáblázata snowboardban | A 2017. évi téli európai ifjúsági olimpiai fesztivál összesített éremtáblázata snowboardban | A 2017. évi téli európai ifjúsági olimpiai fesztivál összesített éremtáblázata snowboardban | Olimpia  |
| ------------------------------------------------------------------------------------------- | ------------------------------------------------------------------------------------------- | ------------------------------------------------------------------------------------------- | ------------------------------------------------------------------------------------------- | ------------------------------------------------------------------------------------------- | -------- |
|                                                                                             | Ország                                                                                      | Arany                                                                                       | Ezüst                                                                                       | Bronz                                                                                       | Összesen |
| 1.                                                                                          | Franciaország                                                                               | 3                                                                                           | 2                                                                                           | 0                                                                                           | 5        |
| 2.                                                                                          | Oroszország                                                                                 | 2                                                                                           | 2                                                                                           | 2                                                                                           | 6        |
| 3.                                                                                          | Ukrajna                                                                                     | 0                                                                                           | 1                                                                                           | 0                                                                                           | 1        |
| 4.                                                                                          | Egyesült Királyság                                                                          | 0                                                                                           | 0                                                                                           | 1                                                                                           | 1        |
|                                                                                             | Szlovénia                                                                                   | 0                                                                                           | 0                                                                                           | 1                                                                                           | 1        |
|                                                                                             | Törökország                                                                                 | 0                                                                                           | 0                                                                                           | 1                                                                                           | 1        |
|                                                                                             |                                                                                             |                                                                                             |                                                                                             |                                                                                             |          |
| Összesen                                                                                    | Összesen                                                                                    | 5                                                                                           | 5                                                                                           | 5                                                                                           | 15       |

## Eredmények

### Férfi
| A 2017. évi téli európai ifjúsági olimpiai fesztivál érmesei férfi snowboardban |                               |                           |                             |
| Versenyszám                                                                     | Arany                         | Ezüst                     | Bronz                       |
| Snowboard cross                                                                 | Franciaország Lucas Cornillat | Ukrajna Glib Mostovenko   | Oroszország Daniil Donskikh |
| Parallel giant slalom                                                           | Oroszország Dmitry Loginov    | Oroszország Stepan Naumov | Szlovénia Ziga Ozebek       |

### Női
| A 2017. évi téli európai ifjúsági olimpiai fesztivál érmesei női snowboardban |                                |                                  |                                  |
| Versenyszám                                                                   | Arany                          | Ezüst                            | Bronz                            |
| Snowboard cross                                                               | Franciaország Agathe Sillieres | Franciaország Kim Martinez       | Egyesült Királyság Ellie Soutter |
| Parallel giant slalom                                                         | Oroszország Elena Boltaeva     | Oroszország Anastasia Kurochkina | Törökország Aydan Karakulak      |

### Vegyes
| A 2017. évi téli európai ifjúsági olimpiai fesztivál érmesei snowboard csapatversenyben |                                                      |                                                    |                                                  |
| Versenyszám                                                                             | Arany                                                | Ezüst                                              | Bronz                                            |
| Vegyes csapatverseny                                                                    | Franciaország I · Agathe Sillieres · Lucas Cornillat | Franciaország II · Kim Martinez · Guillaume Herpin | Oroszország · Zinaida Vasileva · Daniil Donskikh |